# Нойбурзька кірха
Нойбурзька кірха — пам'ятка архітектури місцевого значення. Розташована у селі Новоградківка Одеського району Одеської області.

## Історія

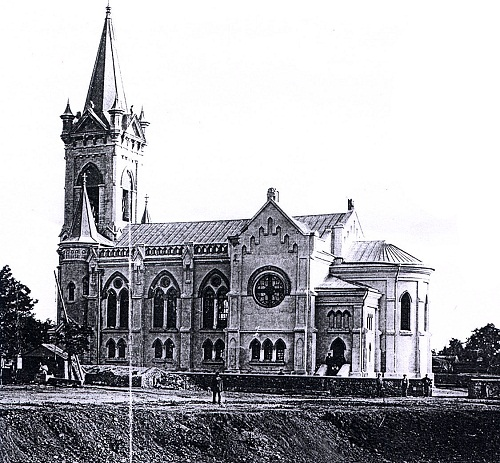
Вигляд Нойбурзької кірхи на початку XX століття

Село засновано в 1805 році як німецьке поселення Нойбург. У 1903–1904 роках в селі була побудована представником саксонської школи зодчества, архітектором Християном Людвиговичем Бейтельсбахером. У радянський час кірха була перероблена під будинок культури. Пізніше ця будівля була передана православній церкві — 19 серпня 1999 року тут зареєстрована громада Свято-Іллінського храму.

## Опис
Кірха була побудована в стилі англо-німецької неоготики XIV–XV ст. Для будівництва використовувався не вапняк, а пісковик. Вікна обрамлені червоною цеглою. Передня частина кірхи була перебудована. З 2000 року будівля не використовується і поступово руйнується.

## Галерея

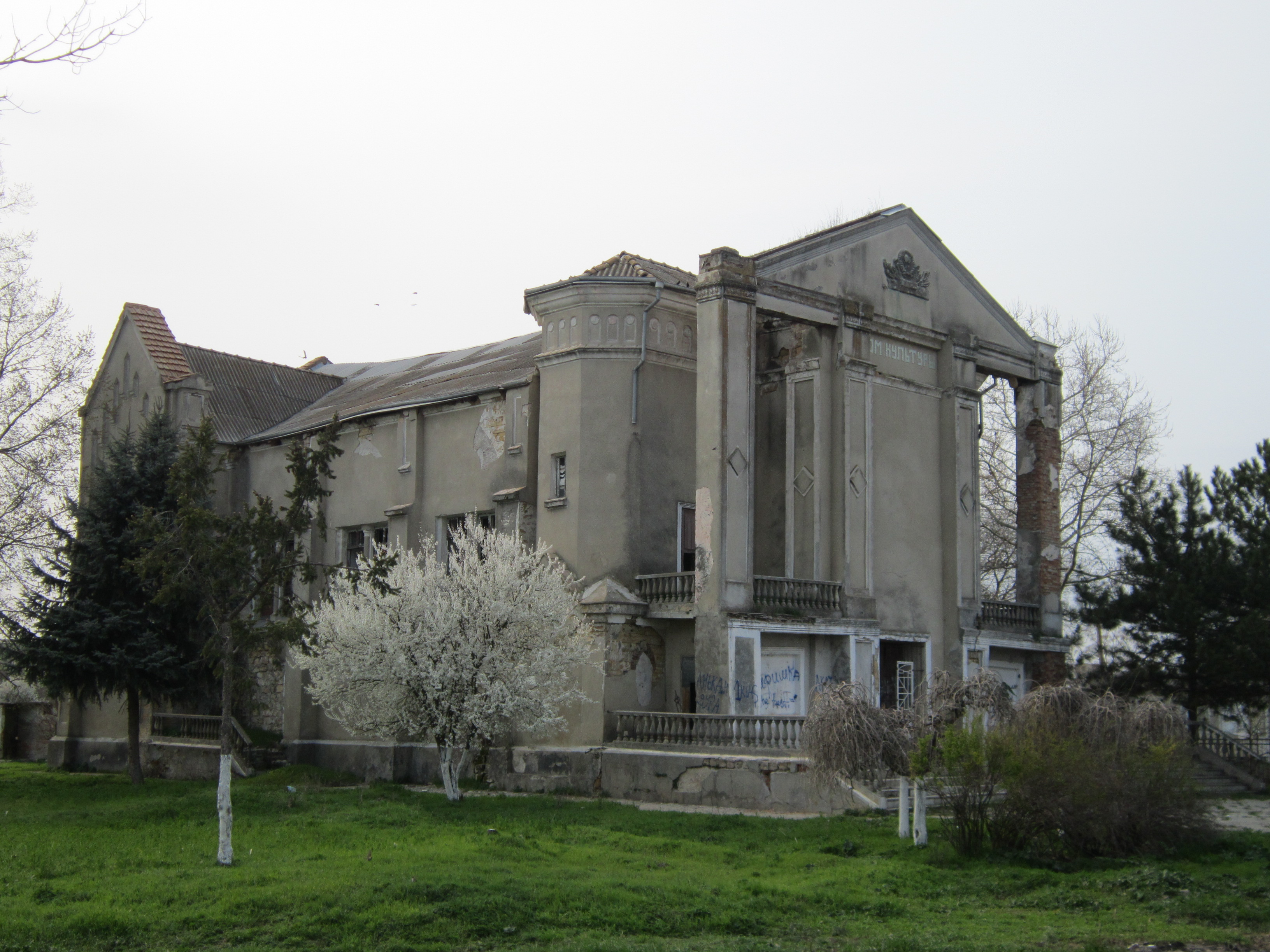
Загальний вигляд
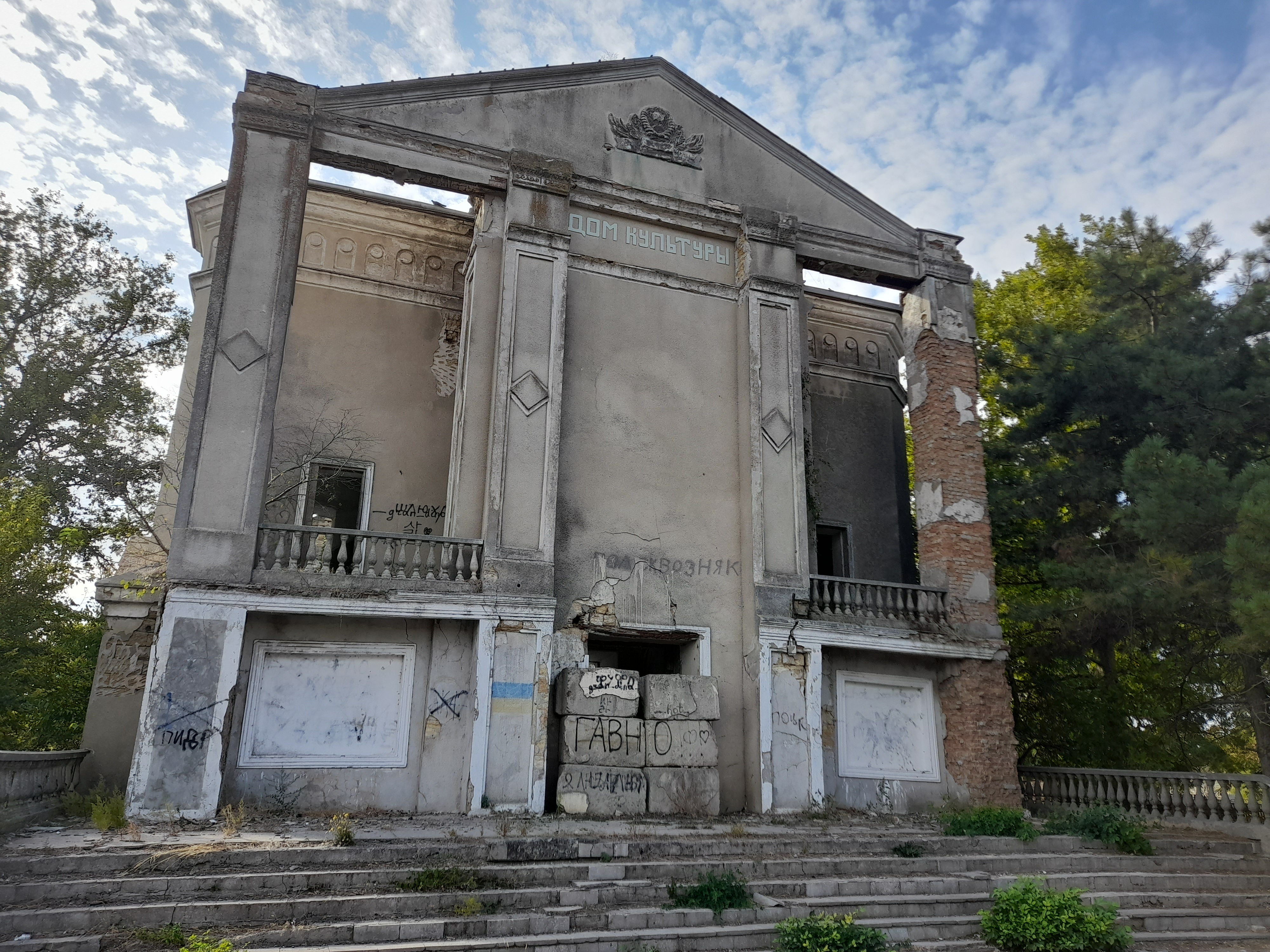
Фасад церкви
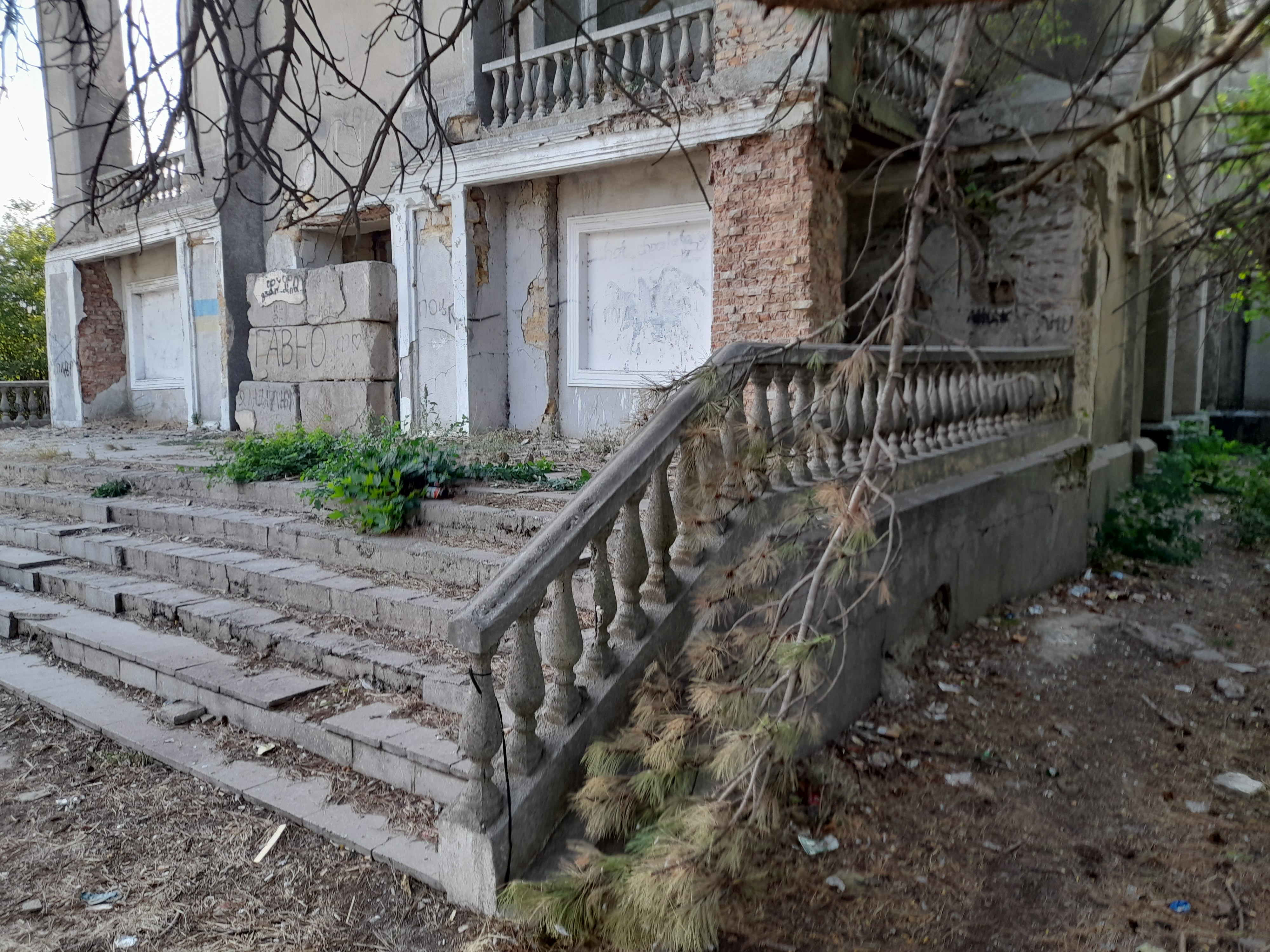
Парадні сходи
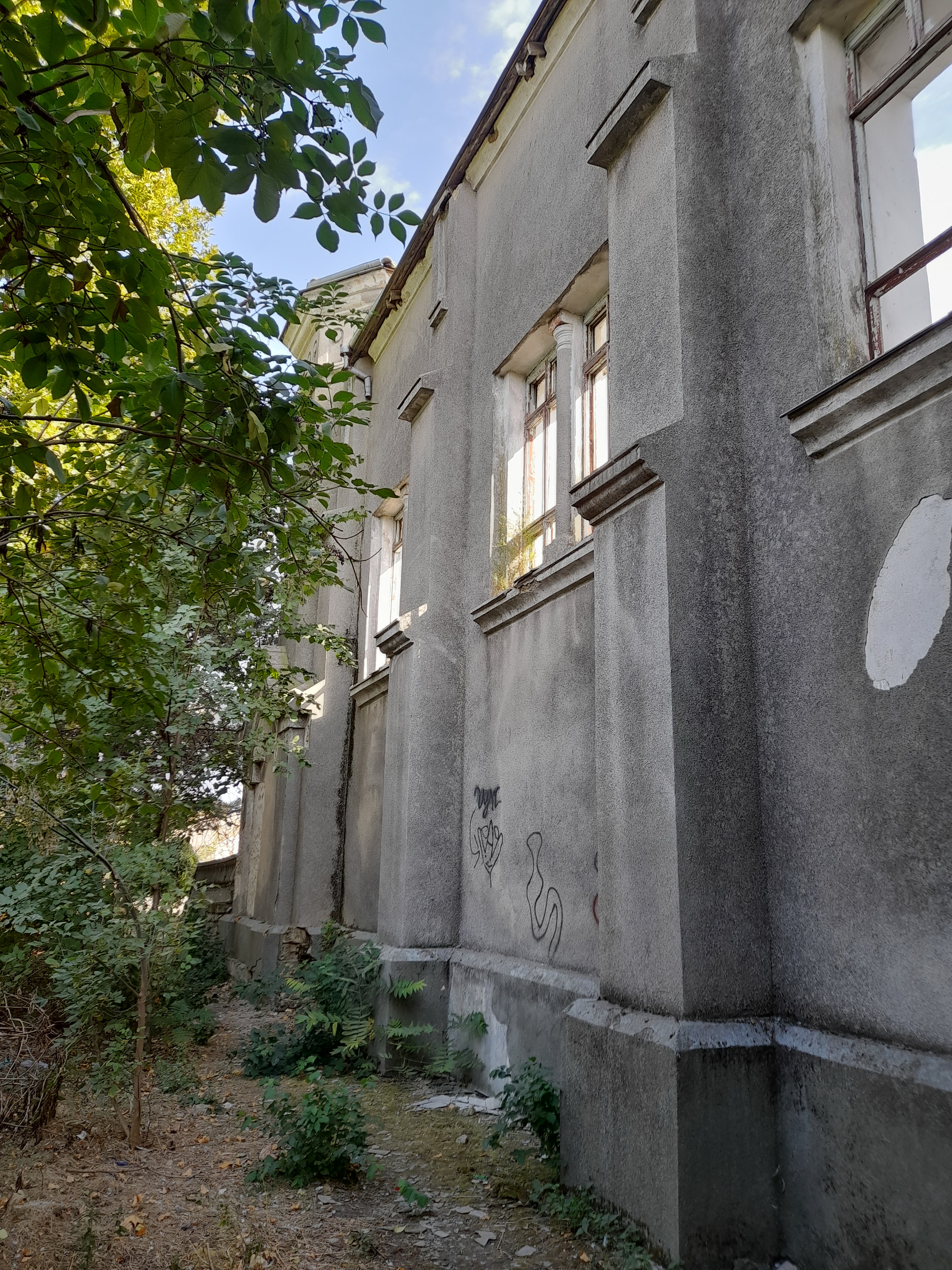
Бічна стіна
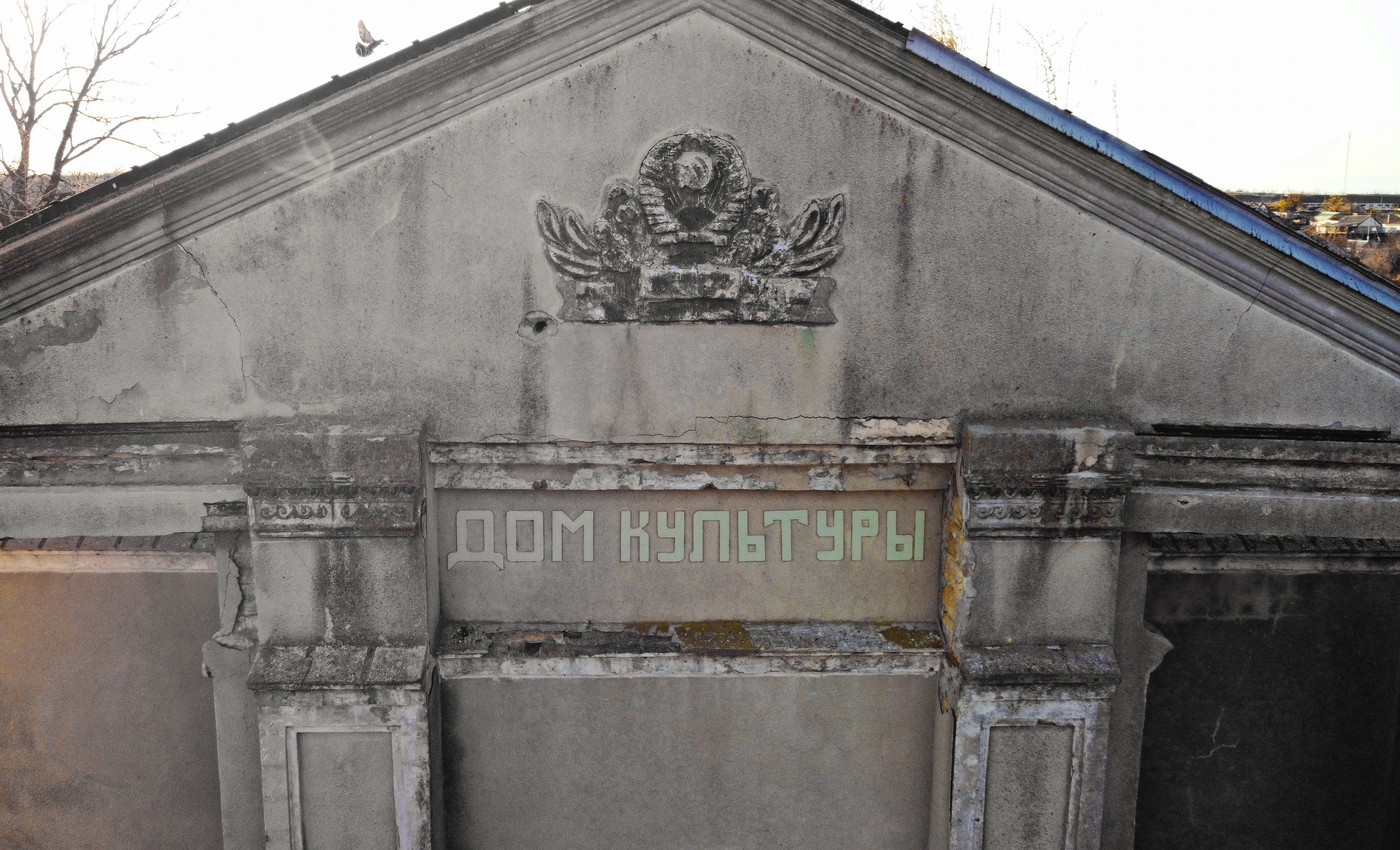
Радянські написи
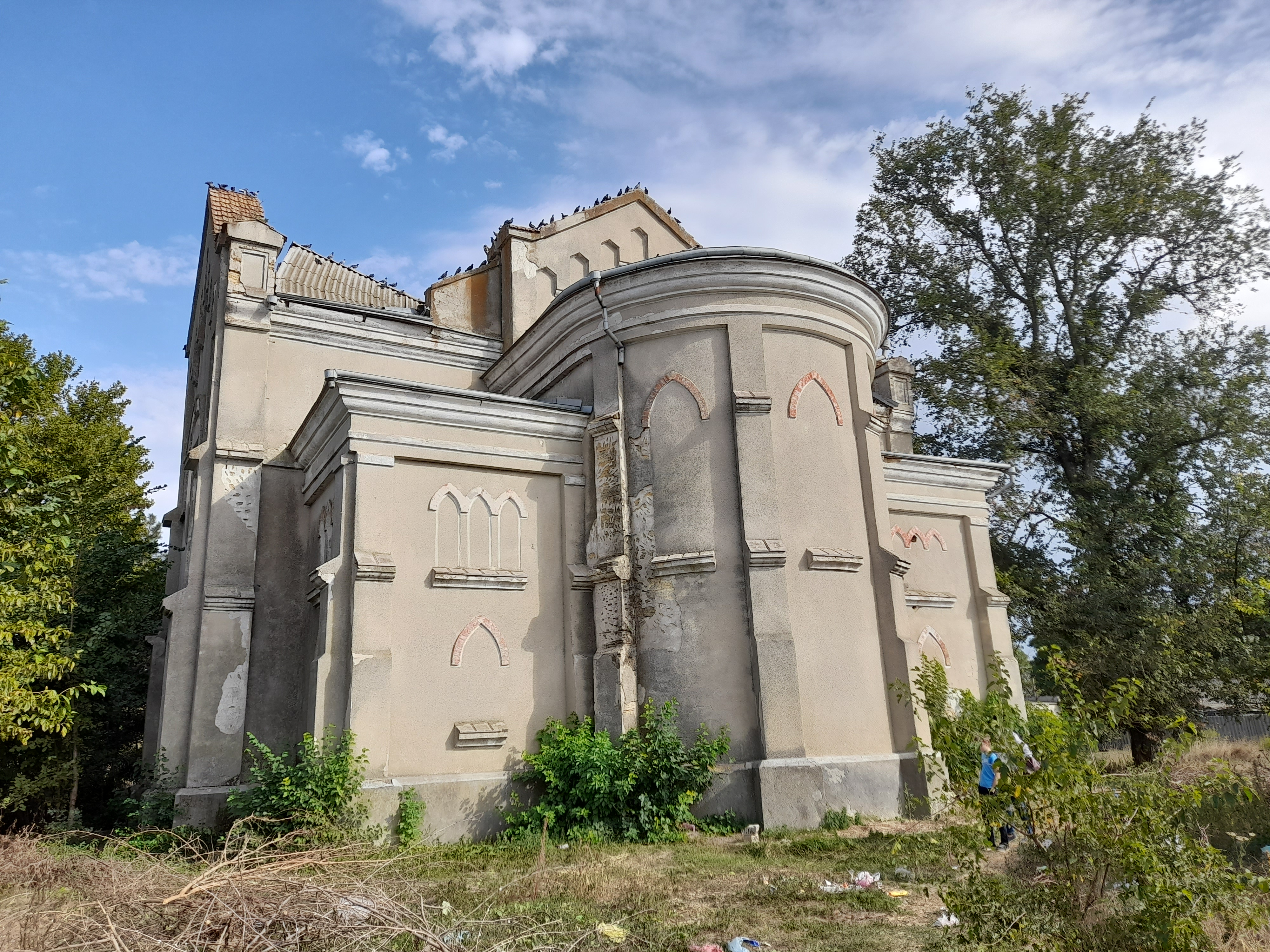
Вигляд з боку річки
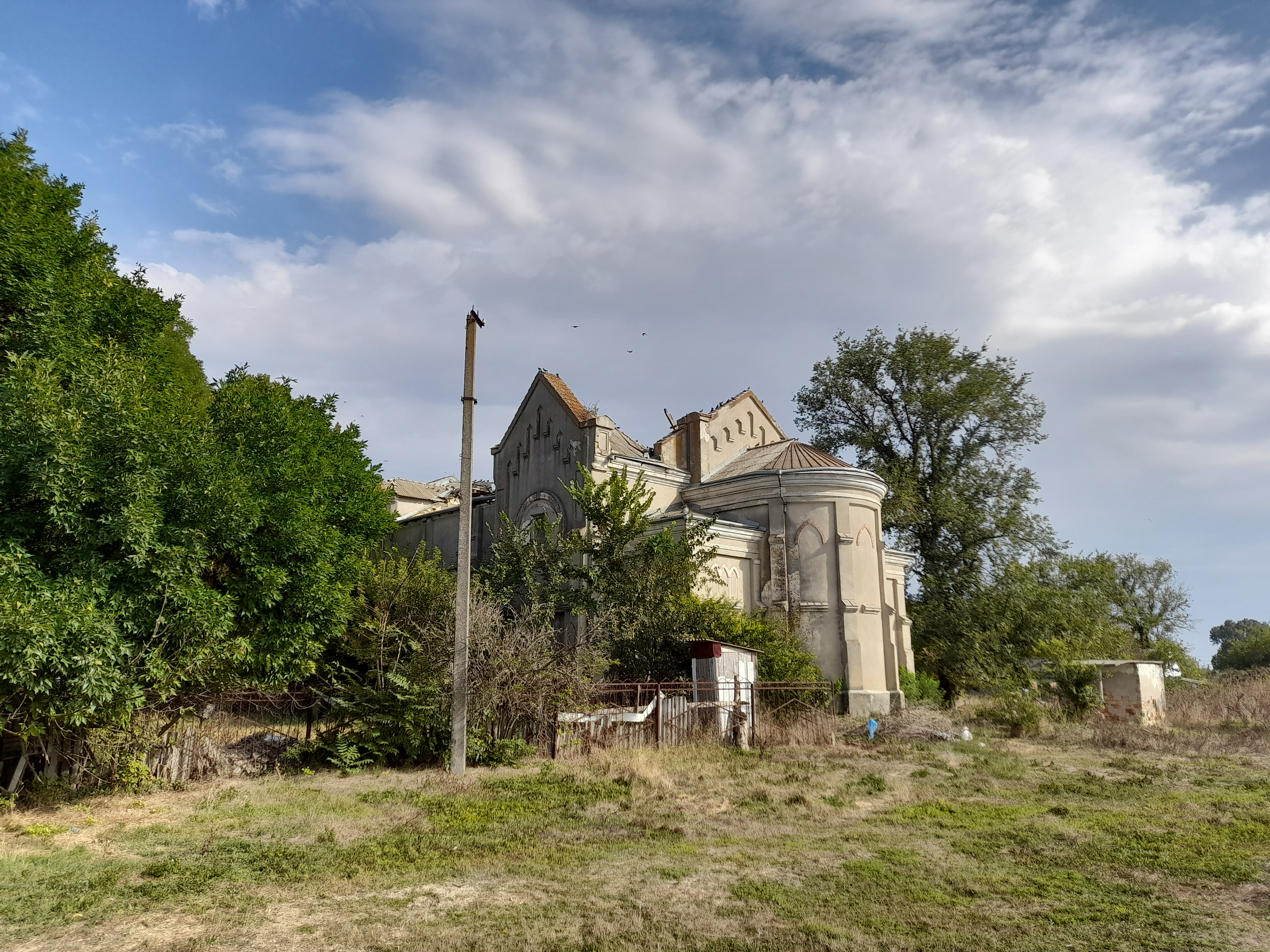
Загальний вигляд з боку річки
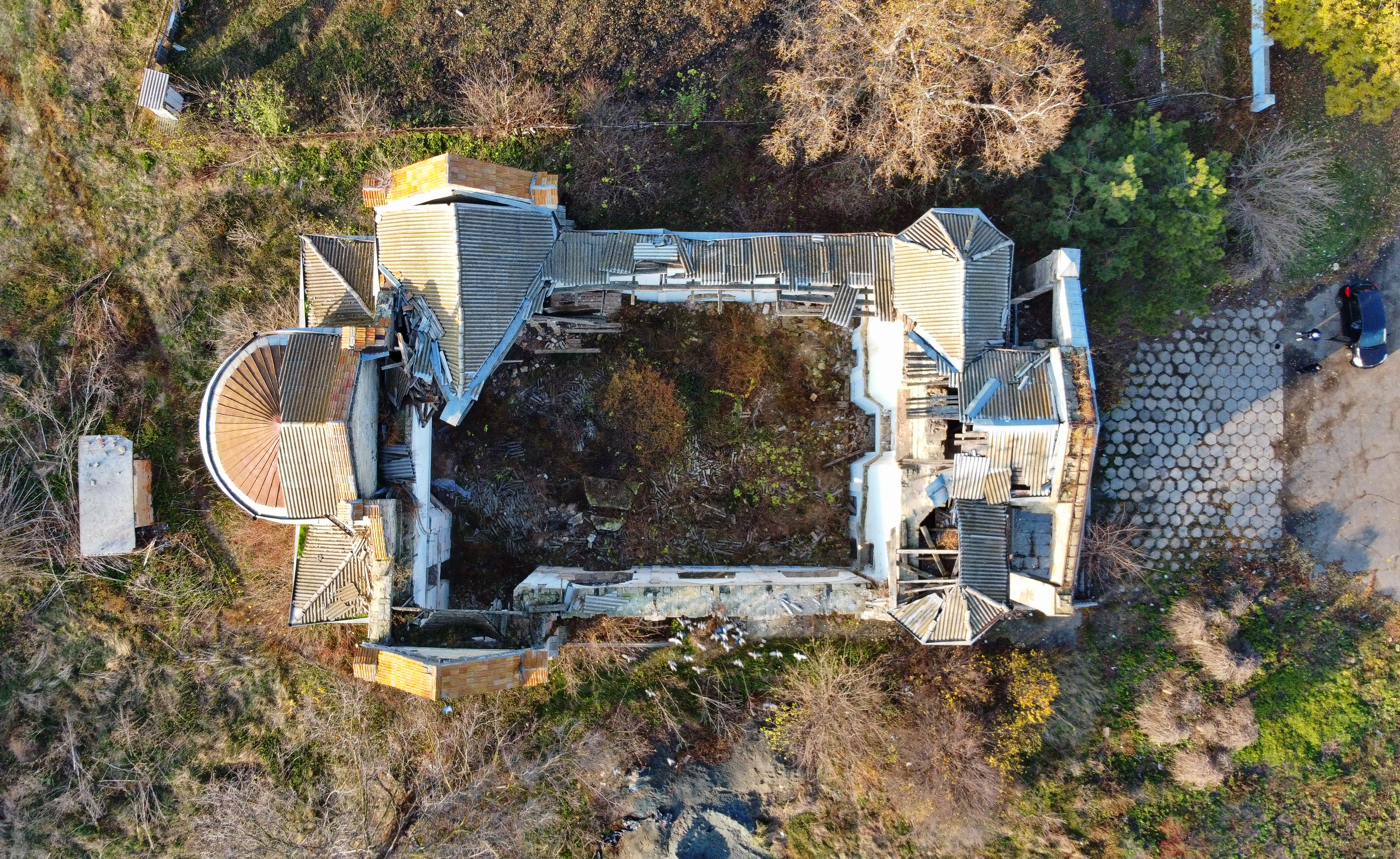
Аерофотографія
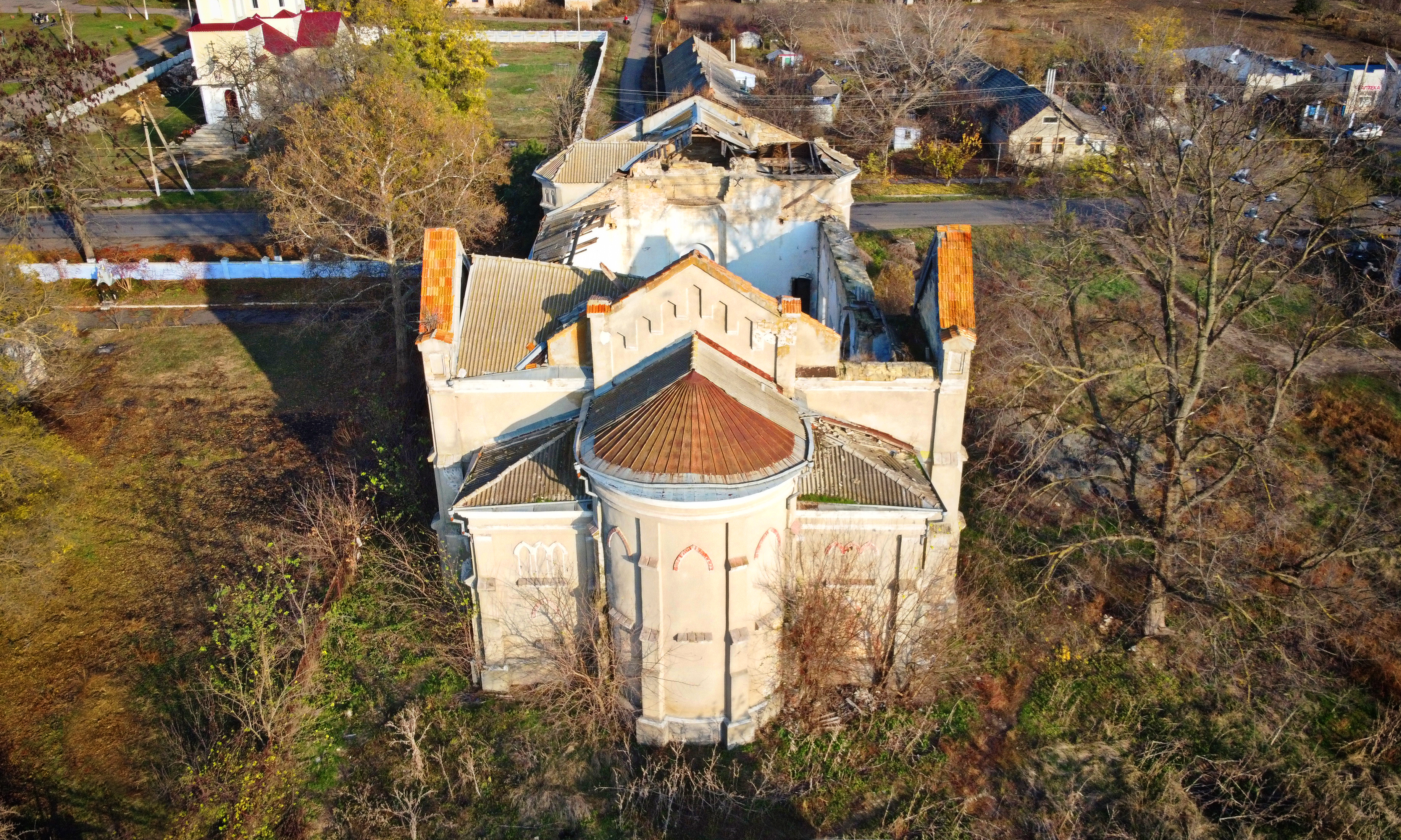
Аерофотографія